# Oksana Livač
Oksana Vasylivna Livač (in ucraino Оксана Василівна Лівач?; Dolyna, 14 maggio 1997) è una lottatrice ucraina, specializzata nella lotta libera.

## Palmarès
- Mondiali

Budapest 2018: oro nei 50 kg.
- Europei

Bucarest 2019: oro nei 50 kg.
Roma 2020: argento nei 50 kg.